# Wyścig śmierci 2000
Wyścig śmierci 2000 (oryg. Death Race 2000) – amerykański film science fiction z 1975 w reżyserii Paula Bartela i produkcją Rogera Cormana.
Film powstał po tym, jak Roger Corman, zauważywszy sukces filmu Rollerball (1975), postanowił stworzyć własną produkcję o futurystycznym wyścigu, na podstawie opowiadania Iba Melchiora z 1956 pt. The Racer. Reżyserię powierzono Paulowi Bartelowi. Premiera odbyła się 27 kwietnia 1975. Choć początkowo film spotkał się z mieszanymi opiniami krytyków, odniósł ogromny sukces komercyjny, zarabiając ponad 5 milionów dolarów przy budżecie poniżej 1 miliona dolarów.
Z biegiem lat Death Race 2000 zyskał uznanie krytyków za swoją satyrę polityczną i społeczną oraz zebrał grupę wiernych fanów. Film doczekał się remake’u w 2008, zatytułowanego Death Race: Wyścig śmierci, oraz kontynuacji w 2017 – Death Race 2050.

## Fabuła
Akcja filmu toczy się w dystopijnej przyszłości Stanów Zjednoczonych, w roku 2000, gdzie kraj pogrążony jest w chaosie, a społeczeństwo zdominowane przez brutalny reżim. Głównym wydarzeniem, które przyciąga uwagę mas, jest coroczny Wyścig Transkontynentalny – ekstremalna i niebezpieczna rywalizacja, w jakiej uczestnicy ścigają się po całym kraju. Wyścig ten nie jest jednak zwykłą formą sportu; to krwawa gra, w której kierowcy zdobywają punkty za zabijanie przypadkowych pieszych.
W centrum wydarzeń znajduje się tajemniczy i brutalny zawodnik o imieniu Frankenstein (grany przez Davida Carradine'a), który od lat wygrywa wyścig, stając się symbolem siły i dominacji. Jego maska, którą nosi, aby ukryć swoje poparzone ciało, oraz jego niepokonany status, sprawiają, że jest bohaterem publiczności, mimo że jego wyczyny są pełne przemocy. Jednak Frankenstein nie jest tylko postacią ukształtowaną przez system – ma własne cele i sekrety.
W trakcie wyścigu, Frankenstein staje się celem ruchu rebelianckiego chcącego znieść zawody. Grupa buntowników, w tym Annie (grana przez Simone Griffeth), planuje wykorzystać wyścig do zrealizowania własnego celu – obalenia brutalnego reżimu, który zorganizował tę morderczą rywalizację. Rebelianckie działania stawiają Frankensteina w trudnej sytuacji, zmuszając go do wyboru pomiędzy lojalnością wobec systemu, który uczynił go bohaterem, a pomocą rebeliantom, którzy pragną zakończyć krwawy spektakl.

## Obsada
- David Carradine – Frankenstein
- Simone Griffeth – Annie Smith
- Sylvester Stallone – Machine-Gun Joe Viterbo
- Louisa Moritz – Myra
- Don Steele – Junior Bruce
- Mary Woronov – Calamity Jane
- Roberta Collins – Matilda the Hun
- Martin Kove – Nero the Hero
- Joyce Jameson – Grace Pander
- Carle Bensen – Harold
- Sandy McCallum – Pan Prezydent
- Paul Laurence – Agent specjalny
- Harriet Medin – Thomasina Paine
- Vince Trankina – Porucznik Fury
- Bill Morey – Deacon
- Fred Grandy – Herman the German
- Wendy Barte – Laurie
- William Shephard – Pete
- Darla McDonnell – Rhonda Bainbridge
- Jack Favorite – Henry
- Leslie McRay – Cleopatra
- John Landis – Mechanik